# بوب وير
بوب وير (بالإنجليزية: Bob Weir)‏ هو مغن مؤلف وعازف قيثارة ومغني وملحن أمريكي، ولد في 16 أكتوبر 1947 في سان فرانسيسكو في الولايات المتحدة.

## وصلات خارجية
- الموقع الرسمي
- بوب وير على موقع IMDb (الإنجليزية)
- بوب وير على موقع الموسوعة البريطانية (الإنجليزية)
- بوب وير على موقع ميوزك برينز (الإنجليزية)
- بوب وير على موقع رولينغ ستون (الإنجليزية)
- بوب وير على موقع إن إن دي بي (الإنجليزية)
- بوب وير على موقع أول ميوزيك (الإنجليزية)
- بوب وير على موقع ديسكوغز (الإنجليزية)
- بوب وير على موقع قاعدة بيانات الفيلم (الإنجليزية)